# Trichoncus similipes
Trichoncus similipes là một loài nhện trong họ Linyphiidae.
Loài này thuộc chi Trichoncus. Trichoncus similipes được J. Denis miêu tả năm 1965.